# Михельський заказник
Михе́льський зака́зник — гідрологічний заказник загальнодержавного значення в Україні. Розташований у межах Ізяславської міської громади Шепетівського району Хмельницької області, на північний захід від села Михля. 
Площа 109 га. Створений указом Президента України № 715/96 від 20 серпня 1996 року. Перебуває у віданні ДП «Ізяславське ЛГ». 
Статус даний для збереження торфового болота округлої форми з куртинами деревних порід, яке виникло шляхом заростання карстового озера. Серед рослин, типових для таких боліт, тут зростають верба чорнична, пальчатокорінник м'ясочервоний, занесені до Червоної книги України, а також андромеда багатолиста, багно звичайне, вовче тіло болотне, журавлина болотна, буяхи, пухівка багатоколоскова та пухівка піхвова, пухирник середній. Водиться рідкісний вид земноводних — жаба гостроморда.